# Poligono funicolare
Il poligono funicolare, detto anche curva delle pressioni,  è una costruzione grafica che permette di ricavare risultante, direzione e verso di un sistema di forze (vettori). Ha una larga applicazione nella Scienza delle costruzioni.
Il nome di tale costruzione è fuorviante, in quanto, contrariamente a quanto si possa pensare, tale costruzione non è nata per un impiego relativo alle funi; infatti nessuna ipotesi di tipo cinematico viene fatta nella formulazione e nella costruzione del problema, limitandosi a studiare un sistema di forze (problema statico), prescindendo quindi dal tipo di struttura analizzata.
L'analogia con la fune è tuttavia diretta in quanto la forma del poligono costruito risulta omotetica a quella di una fune caricata con carichi proporzionali a quelli della costruzione.

## Costruzione

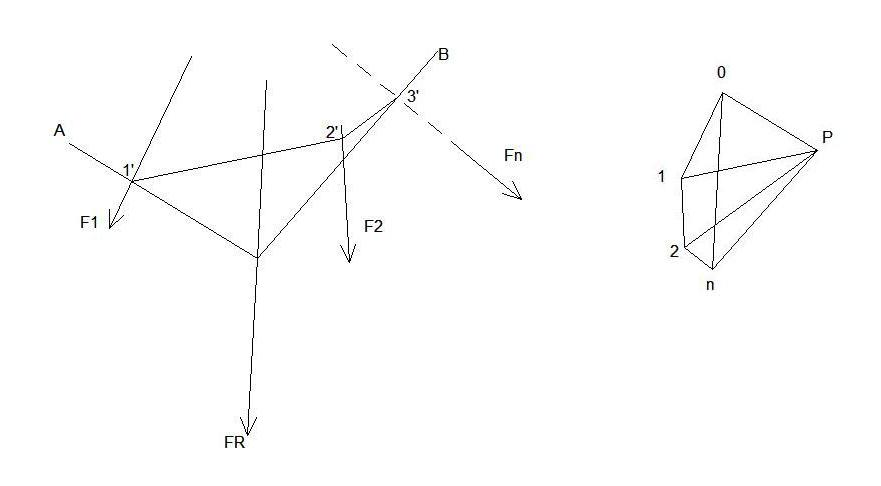
Costruzione del poligono delle forze e del poligono funicolare

Dato un sistema di forze F1, F2,..., Fn agenti su un piano, scelta una scala opportuna si disegnano i segmenti 01, 12, ... proporzionali e paralleli a dette forze, uno di seguito all'altro.  
Il segmento 0n è proporzionale e parallelo alla risultante FR, che risulta determinata in intensità e direzione. 
La poligonale 012...n è detta poligono delle forze. Per determinare la retta d'azione di FR, scelto un generico punto P del piano (posto a destra del poligono delle forze), si tracciano le congiungenti P con i punti 0, 1, 2,..., n del poligono delle forze. 
Da un punto A arbitrario si traccia la parallela al segmento 0P, la quale intersecherà la retta d'azione di F1 nel punto 1'. Da 1' si traccia la parallela ad 1P, che intersecherà la retta d'azione di F2 nel punto 2', e così via. Prolungando la prima e l'ultima parallela tracciate (quelle passanti per A e B) se ne determina l'intersezione: per il punto così individuato passa la retta d'azione di FR. La poligonale A1'2'...B prende il nome di poligono funicolare, in quanto una fune flessibile ed inestensibile appesa in A e B e soggetta alle forze F1,F2,...,Fn si dispone secondo tale conformazione. Assumendo questa forma la fune è soggetta a forze di sola trazione, che in ogni lato (A1',1'2',...) sono proporzionali in intensità ai segmenti 0P,1P,2P,...,nP.

## Antifunicolare
Il poligono funicolare specchiato rispetto ad un asse di simmetria orizzontale prende il nome di antifunicolare dei carichi. In esse le forze di trazione pura che erano presenti nel poligono funicolare si tramutano in forze di compressione. Per tale motivo l'antifunicolare viene utilizzata per creare strutture con materiali non resistenti a trazione, come gli archi in muratura e in pietra.